# Дезертир (фільм, 1933)
«Дезертир» (інша назва: «Теплохід „П'ятирічка“») — радянський художній фільм, перша звукова картина режисера Всеволода Пудовкіна, робота над якою тривала близько трьох років. Вийшов на екрани СРСР 19 вересня 1933 року.

## Сюжет
Молодий робітник Карл Ренн потрапляє в число робітничої делегації в Радянський Союз, тим самим ухиляючись від пікетування. Почавши нове життя в країні більшовиків, Карл незабаром переглядає свої погляди на класову боротьбу в Німеччині.

## У ролях
- Борис Ліванов —  Карл Ренн
- Василь Ковригін —  Людвіг Цейле
- Олександр Чистяков —  Фріц Мюллер
- Тамара Макарова —  Грета Цейле, газетярка
- Семен Свашенко —  Бруно
- Дмитро Консовський —  Штраус
- Юдіф Глізер —  Марчелла Цейле
- М. Олещенко —  Берта
- Сергій Мартінсон —  перехожий
- Максим Штраух —  перший бонза
- Сергій Герасимов —  другий бонза
- Сергій Комаров —  робітник
- Володимир Уральський —  секретар осередку
- А. Бесперстний —  Васька
- Микола Романов —  Генріх
- Карл Гурняк —  Отто
- Іван Лавров —  Ріхтер
- К. Сизиков —  Август Цейле
- П. Гольм —  Ганс
- О. Тілле —  Франц Клюгге
- Іван Чувєлєв —  епізод

## Знімальна група
- Сценаристи: Ніна Агаджанова, Олександр Лазебников, Михайло Красноставський
- Режисер: Всеволод Пудовкін
- Оператор: Анатолій Головня
- Художник: Сергій Козловський
- Композитор: Юрій Шапорін
- Звукооператор: Євген Нестеров
- Другий оператор: Юлій Фогельман